# Ptychamalia insolata
Ptychamalia insolata är en fjärilsart som beskrevs av Felder 1875. Ptychamalia insolata ingår i släktet Ptychamalia och familjen mätare. Inga underarter finns listade.